# Дарабзаде, Заур
Заур Дарабзаде (31 мая 1985, Баку) — азербайджанский предприниматель.

## Bиография
Дарабзаде Заур Мехраб оглы родился в 1985 году в городе Баку. В 1990 году поступил в среднюю школу № 18 города Баку. После окончания средней школы был принят на факультет «Учет и аудит» в Азербайджанский финансово-экономический колледж (AzCFE). В последующие годы продолжил обучение в Межрегиональной академии управления персоналом в Украине, получив степень бакалавра по специальности «Учет и аудит». С 2019 года учится в магистратуре Киевского национального университета имени Тараса Шевченко. Основал первое интернет-радио в Азербайджане Day.Az Radio. Кроме того, работал заместителем директора компании Day.Az Media (Trend.Az, Day.Az, Milli.az, Turbo.az).  В 2012 году он был директором по маркетингу сольных концертов таких всемирно известных звезд, как Дженнифер Лопес, Рианна и Шакира, состоявшихся в Baku Crystal Hall в Азербайджане и организованных Universal Music Group в рамках чемпионата мира по футболу FIFA среди девушек до 17 лет в Баку. Он создал радио AVTO FM 107.7 при Центре интеллектуального управления транспортом Министерства транспорта и работал координатором. В 2015 году он был назначен генеральным директором сети кинотеатров CinemaPlus в Азербайджане, первой в регионе, оснащенной современными технологиями. В январе 2018 года он был избран членом Совета директоров сети кинотеатров CinemaPlus, на этой должности он находится и по сей день. В рамках своей работы в этой сфере он инициировал открытие кинотеатров в различных регионах страны. С 2005 года он представлял Азербайджан на различных международных мероприятиях и форумах, проводимых в более чем 30 зарубежных странах.

## Общественная деятельность
Выступал в качестве представителя в руководящем составе IFASAA (Международный форум азербайджанских студентов и выпускников за рубежом). Был координатором более 10 проектов в общественном объединении «ИРЕЛИ». Принял участие в более чем 50 местных и международных тренингах. С 2005 года представлял Азербайджан на различных международных мероприятиях и форумах, проводимых в более чем 30 зарубежных странах. Всего им было организовано около 20 проектов. С 2003 по 2019 год он был спикером во многих университетах Азербайджана.

## Награды
Премия «Лучшие из лучших» от Главного управления молодежи и спорта города Баку за активное участие в освещении мероприятий, связанных с государственной молодежной политикой.
Радио Day.Az за пропаганду истории, музыки и культуры Азербайджана получило Национальную премию «УСПЕХ» за вклад в развитие интернет-радио.
Проект «Радио Day.Az» был номинирован на премию «ВЕРШИНА УСПЕХА» как лучший проект года.